# مرشحة كاباليرونية كيركية
مرشحة كاباليرونية كيركية (الاسم العلمي: Burkholderia kirkii) هي نوع من البكتيريا، سلبية الغرام، تتبع جنس البيركهولدرية.